# Tosha Schareina
Pas d'image ? Cliquez ici
Tosha Schareina Marzal, né le 3 juin 1995 à Valence, est un pilote espagnol de rallye-raid moto, il termine à la deuxième place du Rallye Dakar 2025.

## Biographie
Tosha Schareina est le fils d'un père allemand et d'une mère espagnole : ses parents sont Torsten Alexander Schareina (né à Brunswick, près de Hanovre) et Mara Marzal,.
Il participe aux courses du Championnat du Monde d'Enduro et aux Six Jours Internationaux d'Enduro (ISDE), où il fait partie de l'équipe nationale espagnole pendant quatre années consécutives (2016 à 2019). 

## Palmarès

### Résultats au Rallye Dakar
| Année | Catégorie | Marque | Position | Victoires d'étapes |
| ----- | --------- | ------ | -------- | ------------------ |
| 2021  | Moto      | KTM    | 13e      | -                  |
| 2023  | Moto      | KTM    | 13e      | -                  |
| 2024  | Moto      | Honda  | Abd.     | 1                  |
| 2025  | Moto      | Honda  | 2e       | 1                  |

### Autres rallyes
- Baja España-Aragón : Vainqueur en 2022, 2023, 2024
- Desafío Ruta 40 : Vainqueur en 2023
- BP Ultimate Rally Raid Portugal : Vainqueur en 2024
- Rally Todo Terreno de Cuenca : Vainqueur en 2020
- Hispania Rally : Vainqueur en 2019
- 3e au championnat du monde W2RC 2024